# Beau Garrett
Beau Jesse Garrett (Beverly Hills, 28 dicembre 1982) è un'attrice e modella statunitense.

## Biografia
Beau Garrett è nata il 28 dicembre 1982 a Los Angeles, seconda figlia di David e Randi Garrett. È cresciuta a Topanga, in California, nelle montagne di Santa Monica dove, da bambina, spesso cavalcava cavalli, per cui divenne una cavallerizza competitiva. È cugina dell'attore Kyle Chandler.
All'età di 13 anni, Beau è stata notata da un agente della Elite mentre cantava i canti natalizi con il coro della sua scuola in un centro commerciale di Los Angeles. I suoi genitori hanno accettato di permetterle di sfilare e guadagnare i soldi per pagare le tasse d'imbarco del suo cavallo. Ha partecipato all'Elite Model Look del 1997 ed è stata una delle semi-finaliste della competizione. Ha lavorato professionalmente come modella dai 14 ai 21 anni.
Commentando la sua carriere di modella, in giovane età, ha detto: "Sono stati anni così strani e interessanti, ma non era sostenibile per me."
Lavora come modella dalla fine degli anni novanta, mentre come attrice lavora dal 2004.
Come attrice è nota per aver interpretato il capitano Raye nel film I Fantastici 4 e Silver Surfer e per il ruolo di Gina La Salle in Criminal Minds: Suspect Behavior.
Lavora per la GUESS alla fine degli anni novanta. Attualmente è testimonial per la linea di cosmetici Revlon, con Halle Berry, Jessica Biel, Jennifer Connelly e Jessica Alba, e ha anche posato per Double D Ranch e CosmoGirl. Ha firmato con la Vision Model Management L.A.
È stata la protagonista femminile del video musicale per il brano "Cold" dei Crossfade band. Ha recitato nel film horror Turistas (2006) dopo aver iniziato la sua carriera con alcune apparizioni in serial televisivi tra cui l'episodio pilota del serial Entourage.
Nella primavera del 2009, ha girato il film uscito nelle sale nel 2010 Tron: Legacy, insieme a Olivia Wilde co-star in Turistas.
Nel 2010, Garrett ha anche recitato nell'episodio "Rimorso" della 6ª stagione del serial Dr. House sempre con Olivia Wilde. Nel 2011 prende parte in un episodio della quinta stagione della serie TV Chuck.
Tra il 2011 e il 2012 recita nell'8° e nella 9ª puntata dell'8ª stagione di CSI NY.
Nel 2017 è stato scelta per il ruolo dell'avvocato Jessica Preston nella serie ABC, The Good Doctor, che ha ottenuto importanti riconoscimenti al suo debutto, diventando la serie più vista nella televisione statunitense per il 2017.
Interpreta Dorothy "Nuvola" Hart, la madre single di Tully, con problemi di droga, nella serie TV L'estate in cui imparammo a volare nelle due stagioni 2021 e 2022-2023.

## Filmografia

### Cinema
- Turistas, regia di John Stockwell (2006)
- Live! - Ascolti record al primo colpo (Live!), regia di Bill Guttentag (2007)
- I Fantastici 4 e Silver Surfer (Fantastic Four: Rise of the Silver Surfer), regia di Tim Story (2007)
- Un amore di testimone (Made of Honor), regia di Paul Weiland (2008)
- Tron: Legacy, regia di Joseph Kosinski (2010)
- Freelancers, regia di Jessy Terrero (2012)
- Knight of Cups, regia di Terrence Malick (2015)

### Televisione
- Entourage – serie TV, episodio 1x05 (2004)
- North Shore – serie TV, episodio 1x04 (2004)
- Wildfire – serie TV, episodio 3x03 (2007)
- Dr. House - Medical Division (House, M.D.) – serie TV, episodio 6x12 (2010)
- The Glades – serie TV, episodio 1x02 (2010)
- Criminal Minds – serie TV, episodio 5x18 (2010)
- CSI: NY – serie TV, 3 episodi (2011)
- Chuck – serie TV, episodio 5x05 (2011)
- Criminal Minds: Suspect Behavior – serie TV, 13 episodi (2011)
- Memphis Beat – serie TV, episodio 2x01 (2011)
- Glee – serie TV, episodio 5x20 (2014)
- Girlfriends' Guide to Divorce – serie TV, 33 episodi (2014-2018)
- Longmire – serie TV, 2 episodi (2016)
- The Good Doctor – serie TV, 17 episodi (2017-2020)
- L'estate in cui imparammo a volare (Firefly Lane) – serie TV, 24 episodi (2021-2023)

## Doppiatrici italiane
Nelle versioni in italiano delle opere in cui ha recitato, Beau Garrett è stata doppiata da:
- Barbara De Bortoli in I Fantastici 4 e Silver Surfer, The Good Doctor
- Claudia Pittelli in Turistas
- Valentina Mari in Dr. House - Medical Division
- Eleonora De Angelis in The Glades
- Laura Latini in Tron: Legacy
- Sabrina Duranti in CSI: NY
- Monica Ward in Chuck
- Ilaria Latini in Freelancers
- Claudia Catani in Criminal Minds: Suspect Behavior
- Federica Bomba in Criminal Minds
- Chiara Colizzi in Gilfriends' Guide to Divorce
- Chiara Gioncardi in L'estate in cui imparammo a volare